# Manchester
Manchester je významné město a metropolitní distrikt v regionu severozápadní Anglie, historicky významné pro svou roli v průmyslové revoluci. V roce 2017 zde žilo 545 500 obyvatel, v celé metropolitní oblasti zahrnující území hrabství Velký Manchester pak zhruba 2,8 milionu obyvatel. V jižním sousedství města se rozkládá Cheshirská nížina, na severu a na západě hřebeny Pennin. Nejbližšími velkými městy jsou Liverpool (vzdálený 56 km jihozápadním směrem) a Sheffield (56 km jihovýchodně).
Město je známé také ve sportovním světě, a to především fotbalovými kluby Manchester United a Manchester City a kriketovým klubem Lancashire County Cricket Club. V roce 2002 se zde konaly 17. hry Commonwealthu.
Centrum Manchesteru, které je na seznamu památek chráněných UNESCO, je pozoruhodné pro svou polohu poblíž sítě kanálů a mlýnů, které zaznamenaly největší rozvoj v období průmyslové revoluce v 19. století.

## Název
Název města pochází z latinského jména keltského původu Mamucium případně Mancunium, a to složením z keltského mamm (prsa) nebo mamma (matka) a staroanglického ceaster (tábor). Obyvatelé Manchesteru se podle toho někdy přezdívají Mancunians.

## Historie
Oblast Manchesteru byla osídlena ještě dříve, než do Anglie přišli Římané. V době, kdy táhli proti Brigantům, na východním břehu řeky Irwell nechal římský vojevůdce Agricola postavit pevnost. Tato dočasná stavba prošla v průběhu let mnoha přestavbami a stala se významnou zastávkou na cestě na sever k pevnostem v Chesteru a Yorku. Severní brána pevnosti a část hradeb poblíž Castlefieldu byla rekonstruována.

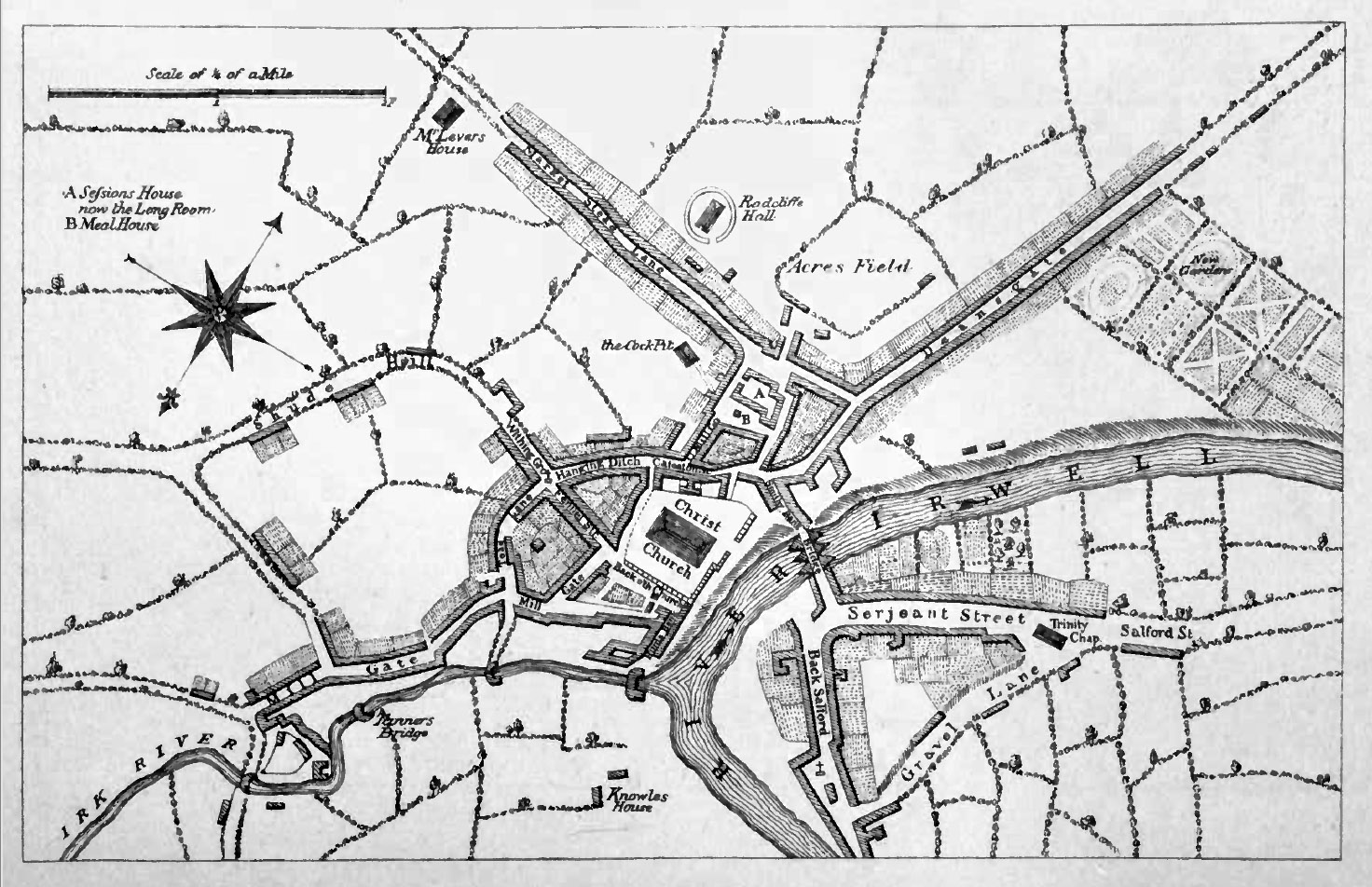
Mapa Manchesteru cca v roce 1650

Ve středověku zde existovalo opevněné panské sídlo. Přibližně roku 1422 šlechtic a kněz Thomas De La Warre tento statek i s okolními pozemky věnoval církvi, aby zde vznikla kolej pro kněze, a zahájil stavbu univerzitního chrámu. Z koleje je nyní Chetham's School of Music a chrám se rozrostl v nynější Manchesterskou katedrálu. Manchester se poté, co roku 1301 obdržel královský patent pro pořádání trhů, stal významným obchodním centrem oblasti. Ve 14. století se do Salfordu a Manchesteru přistěhovala komunita vlámských tkalců, kteří zde vyráběli vlněné oděvy a započali tak tradici tkaní sukna.
Průmyslová revoluce v poslední čtvrtině 18. století proměnila původní obchodní městečko ve významné průmyslové centrum. Vlhké podnebí zpracování bavlny vyhovovalo a rozvoj strojů poháněných parou proces předení a tkaní urychlil. Manchester se také stal významným distribučním střediskem s mnoha sklady. Výstavba Bridgewater Canal, prvního umělého vnitrozemského kanálu ve Velké Británii, podpořila rozvoj průmyslu díky zajištění dostupnosti levného uhlí. Zprovoznění Liverpool and Manchester Railway, první železnice na světě pro osobní přepravu, rozvoj města a okolí dále urychlilo.

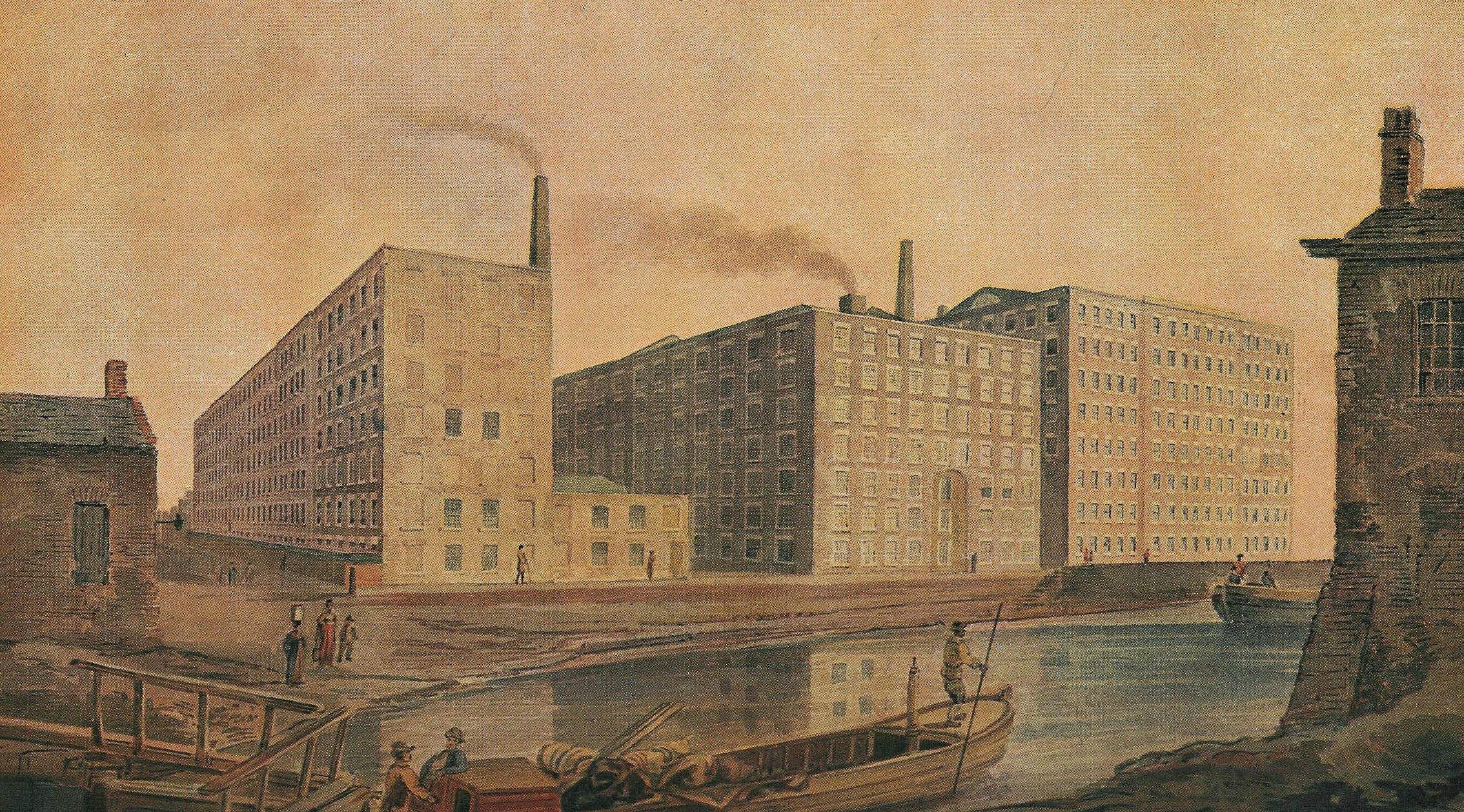
Továrny zpracující bavlnu okolo roku 1820

Počet obyvatel města rychle rostl díky tomu, že se do něj lidé zblízka i z dálky stěhovali za pracovními příležitostmi. Velký počet jich sem směřoval především z Irska, postiženého tehdy hladomorem. Vliv irské komunity zůstal v Manchesteru silný až do dnešní doby a v březnu se zde každoročně koná velká oslava svátku svatého Patrika. Významná vlna imigrantů (značná část z nich byli Židé) v té době pocházela i ze střední a východní Evropy. Na konci 19. století tak byl Manchester kosmopolitním městem. Rozvoj průmyslu způsobil, že se motýl drsnokřídlec březový musel přizpůsobit změně kvality životního prostředí; během několika generací se barva jeho křídel zcela změnila z bílé na černou. První popis této změny pochází z roku 1848 a posloužil jako jeden z důkazů evoluce.
Na konci 19. století byl vybudován Manchester Ship Canal – téměř 60 km dlouhý kanál od Salfordu až k Merseyské zátoce u Liverpoolského přístavu. Díky tomuto kanálu mohla v doku Manchesterského přístavu přistávat zaoceánská plavidla.
Manchester v meziválečném období postihla krize, která zasáhla především textilní průmysl. V době druhé světové války se ve městě vyráběla letadla pro Royal Air Force, z nichž nejznámější byl bombardér Avro Lancaster. Manchester byl častým terčem nacistických náletů, které zničily značnou část historického centra a vážně poškodily katedrálu.
15. června 1996 vybuchla v centru bomba nastražená IRA. Výbuch zranil asi 200 lidí, žádné úmrtí nezpůsobil, ale střed města vážně poškodil. Při následné rekonstrukci byly vybudovány nové komplexy budov, například Printworks a další stavby pro nákupy a zábavu. Roku 2002 město hostilo 17. hry Commonwealthu. Manchester se také dvakrát – v letech 1996 a 2000 – ucházel o pořádání Olympijských her.
22. května 2017 se v Manchester aréně udál sebevražedný bombový útok. O život přišlo 22 lidí a jeden útočník, Salman Abedi. K útoku se přihlásila teroristická skupina Islámský stát.

## Geografie a podnebí

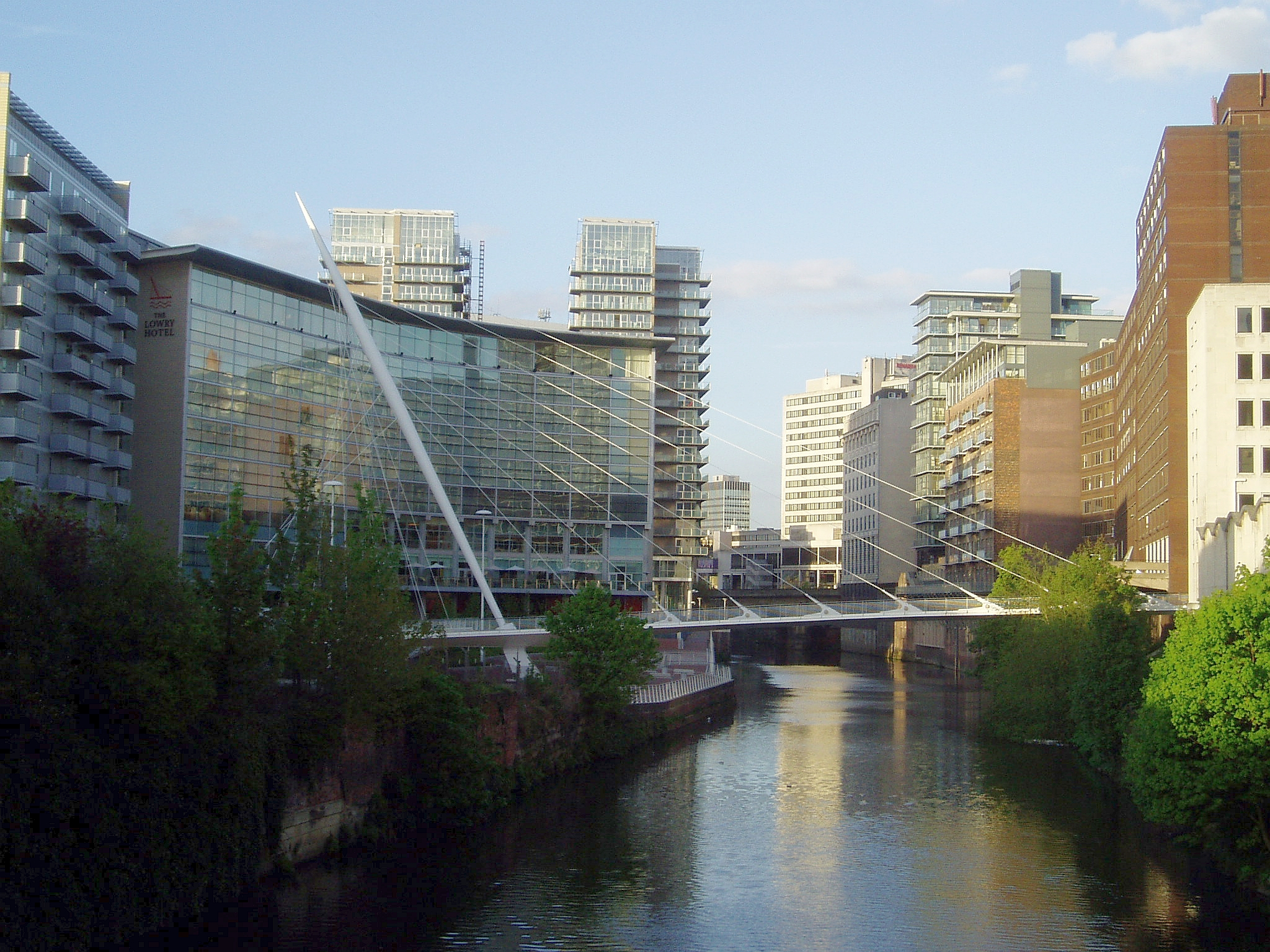
Řeka Irwell

Manchester se nachází v oblasti, která má kulovitý tvar, na severu je ohraničena Peninským vřesovištěm a na jihu Cheshirskou nížinou. Centrum města je situováno na břehu řeky Irwell, nedaleko od soutoku řek Medlock a Irk. Řeka Mersey protéká jižním okrajem Manchesteru. Větší část města, především jeho jižní část, se nachází na rovině, a nabízí tak z vysokých budov výhled na vřesoviště. Geografická charakteristika města měla významný vliv na jeho rozvoj. Jedná se především o podnebí, přístup k moři, dostupnost vodní energie a blízkost pobřeží.
Manchester má pověst města s vlhkým podnebím a deštivým počasím, avšak průměrný roční úhrn srážek 809 mm je nižší než například ve městech Plymouth, Cardiff nebo Glasgow (americký New York má úhrn srážek 1200 mm a italský Řím má srážek srovnatelné množství). Srážky v Manchesteru mívají relativně slabou intenzitu, ale trvají většinou delší dobu. Manchester tak má relativně vysokou vlhkost ovzduší.

## Obyvatelstvo
Etnický původ (sčítání v roce 2011):
- 66,7% – běloši (59,3% bílí Britové)
- 17,1% – Asiaté
- 8,6% – černoši
- 4,7% – míšenci
- 1,9% – Arabové
- 1,2% – ostatní

Náboženství (sčítání v roce 2011):
- 48,7% – křesťanství
- 15,8% – islám
- 1,1% – hinduismus
- 0,5% – sikhismus
- 0,8% – buddhismus
- 0,5% – judaismus
- 0,4% – ostatní náboženství
- 25,3% – bez vyznání
- 6,9% – neuvedeno

## Ekonomika
Pro Manchester je typické velké množství kancelářských prostorů. Obchodní čtvrť Central Business District se nachází v centru města vedle Piccadilly se středem na ulicích Mosley Street, Deansgate, King Street a Piccadilly. Nové kanceláře vznikají i v oblasti na západ od Deansgate ve Spinningfields. První významnou stavbou v této části města byla centrála Royal Bank of Scotland.
Nedaleko centra města v Salford Quays byla zahájena regenerace oblasti využívané dříve pro stavbu lodí (obdoba londýnské oblasti Docklands) s využitím pro stavbu call center. V letech 2006–2012 došlo k přestěhování některých redakcí BBC z Londýna právě do manchesterských Salford Quays a vytvoření tzv. BBC North.
Manchester je hlavním nákupním centrem severu Anglie. Existují zde dvě hlavní obchodní centra – Manchester Arndale Centre ve středu města a Trafford Centre nacházející se mimo hranice Manchesteru. Ve středu města se také nachází menší obchodní centra – Triangle, zaměřené na mladou klientelu, a Royal Exchange Centre.
V oblasti Shambles je možno najít pobočky obchodních řetězců Harvey Nichols, Marks & Spencer a mnoho módních butiků.

## Správa

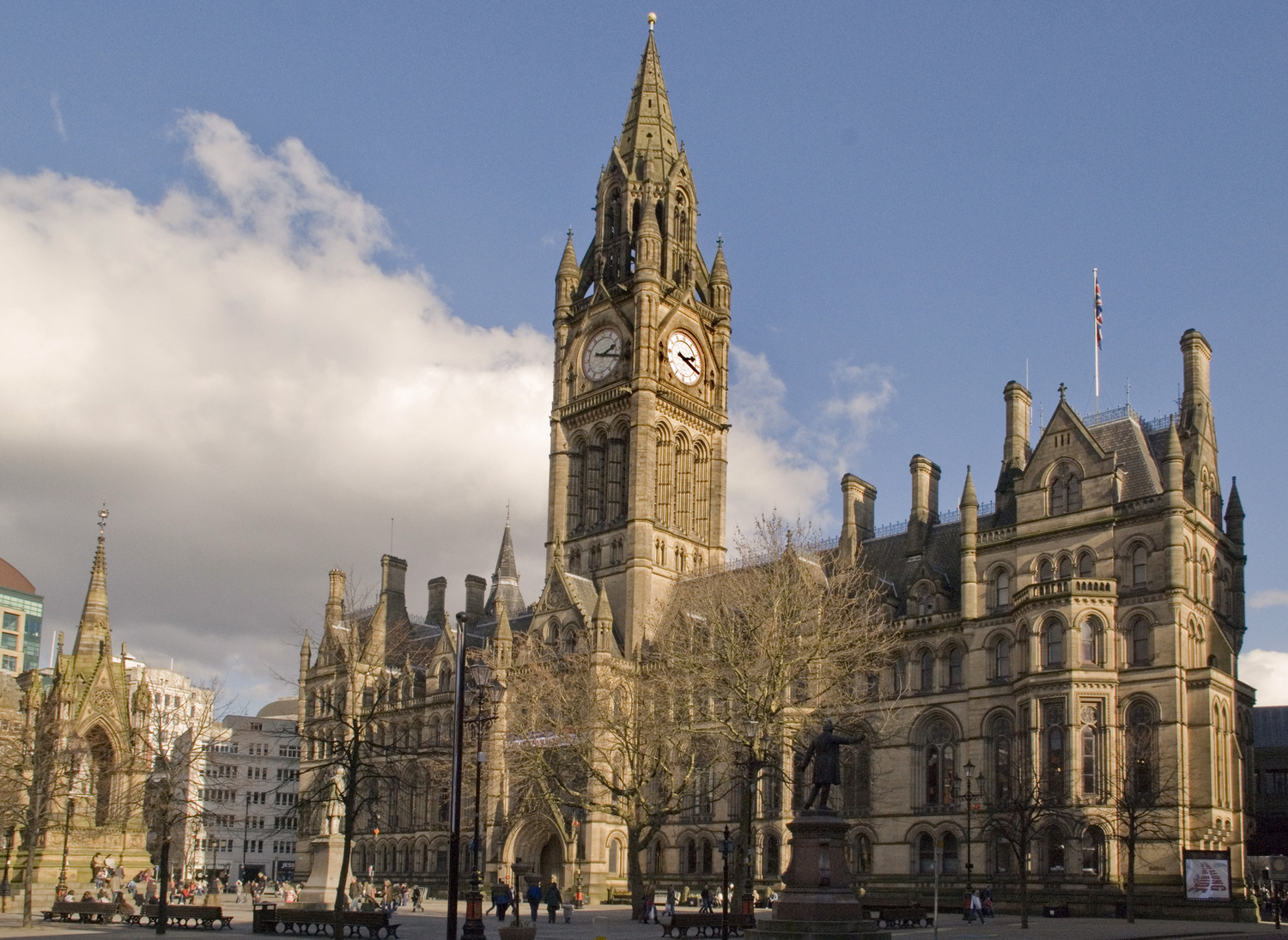
Radnice v Manchesteru

Roku 1974 byl Manchester vyčleněn z hrabství Lancashire a vznikl metropolitní distrikt Manchester. Manchester je začleněn do 3 úrovní správy – Rada města Manchester, region Severozápadní Anglie a parlament.
Manchester je také součástí metropolitního hrabství Velký Manchester, ačkoli rada tohoto hrabství byla zrušena v osmdesátých letech 20. století a město a další distrikty se staly samostatnými správními jednotkami (unitary authority) s výjimkou několika málo činností zajišťovaných na úrovni hrabství. Manchester se dále člení na mnoho obvodů, které však nemají úroveň správních jednotek.
Rada města Manchester je správním orgánem pro metropolitní distrikt Manchester. Manchester je rozdělen do 32 volebních obvodů, ve kterých je voleno 96 radních, tři z každého obvodu.
Volební obvody do rady města:
- Ancoats
- Ardwick
- Baguley
- Benchill
- Beswick
- Blackley
- Bradford
- Burnage
- Cheetham
- Cheetham Hill
- Chorlton-cum-Hardy
- Clayton
- Crumpsall
- Didsbury
- Fallowfield
- Gaythorn
- Gorton
- Harpurhey
- Hulme
- Levenshulme
- Longsight
- Miles Platting
- Moss Side
- Moston
- Newton Heath
- Northenden
- Openshaw
- Rusholme
- Sharston
- Whalley Range
- Withington
- Woodhouse Park
- Wythenshawe

Pro volby do Parlamentu Velké Británie je Manchester rozdělen do pěti obvodů: Manchester Central, Manchester – Blackley, Manchester – Gorton, Manchester – Withington a Wythenshawe a Sale East.
Manchester je součástí volebního okrsku Severozápadní Anglie pro volby do Parlamentu Evropské unie.

## Doprava
Manchester má velmi dobrou úroveň dopravní infrastruktury. Síť komunikací ve městě je jedna z nejhustších ve Velké Británii a oblast Velkého Manchesteru má největší procento dálnic v rámci země. Liverpool and Manchester Railway byla první železniční tratí na světě dopravující cestující. Další významnou dopravní službou v Manchesteru je taxislužba s typickými vozy Black Cabs. Město je hustou sítí stanovišť taxislužby protkáno a na rozdíl od jiných měst je i cena tohoto způsobu přepravy přístupná.

### Letecká doprava
Letiště Manchester, dříve Manchester Ringway Airport, třetí letiště Velké Británie v počtu odbavených cestujících, je vybaveno zvláštní železniční stanicí. V roce 2005 odbavilo 22,1 miliónů pasažérů a poskytovalo přímé spojení do více než 180 míst provozovaných 90 leteckými společnostmi. Mezi destinacemi dostupnými přímým spojením lze uvést New York, Chicago, Boston, Filadelfie, Atlanta, Orlando, Miami, Houston, Las Vegas, Toronto, Antigua, Barbados, Damašek, Dubai, Abu Dhabi, Doha, Teherán, Karáčí, Islamabad, Láhaur, Kuala Lumpur a Hongkong. Letecká linka mezi Manchesterem a Londýnem je jedním z mála rušných vnitrostátních spojů a silně konkuruje železniční dopravě.
Letiště Barton Aerodrome patří k nejstarším na světě. Využívá se především jako letiště pro helikoptéry a na jeho krátkou travnatou dráhu přistávají malá letadla. Na tomto letišti se také nachází nejstarší letecká kontrolní věž na světě.

### Silniční doprava
Manchester, podobně jako Londýn, má silniční okruh – M60. Na rozdíl od Londýna prochází M60 okrajovými částmi města a poskytuje tak kvalitní spojení do centra. Hlavními dálnicemi spojujícími Manchester s okolím jsou M56, M6, M61, M62 a M66. Většina z nich ústí na M60.

### Železniční doprava

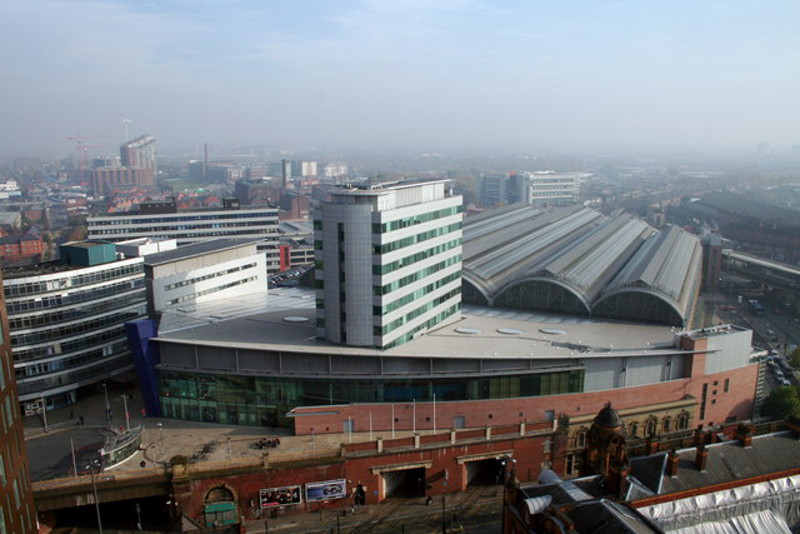
Železniční stanice Piccadilly

Manchester drží historické prvenství v provozování železniční dopravy, protože zde roku 1830 vznikla první železniční linka pro přepravu cestujících Liverpool and Manchester Railway. V průběhu dalších 50 let bylo město obklopeno několika železničními stanicemi – Manchester London Road (nyní Manchester Piccadilly), Manchester Victoria, Manchester Central, Manchester Mayfield a Manchester Exchange. V šedesátých letech 20. století byly některé z nich pro cestující uzavřeny, v provozu zůstaly pouze stanice Manchester Victoria a Manchester Piccadilly. Expresní vlaky do Londýna vyjíždějí ze stanice Piccadily a cesta trvá přibližně 2 hodiny a 15 minut. Poblíž centra města se nachází několik menších železničních stanic – Manchester Oxford Road, Deansgate a Salford Central. Manchester není vybaven systémem metra.

### Tramvajová doprava

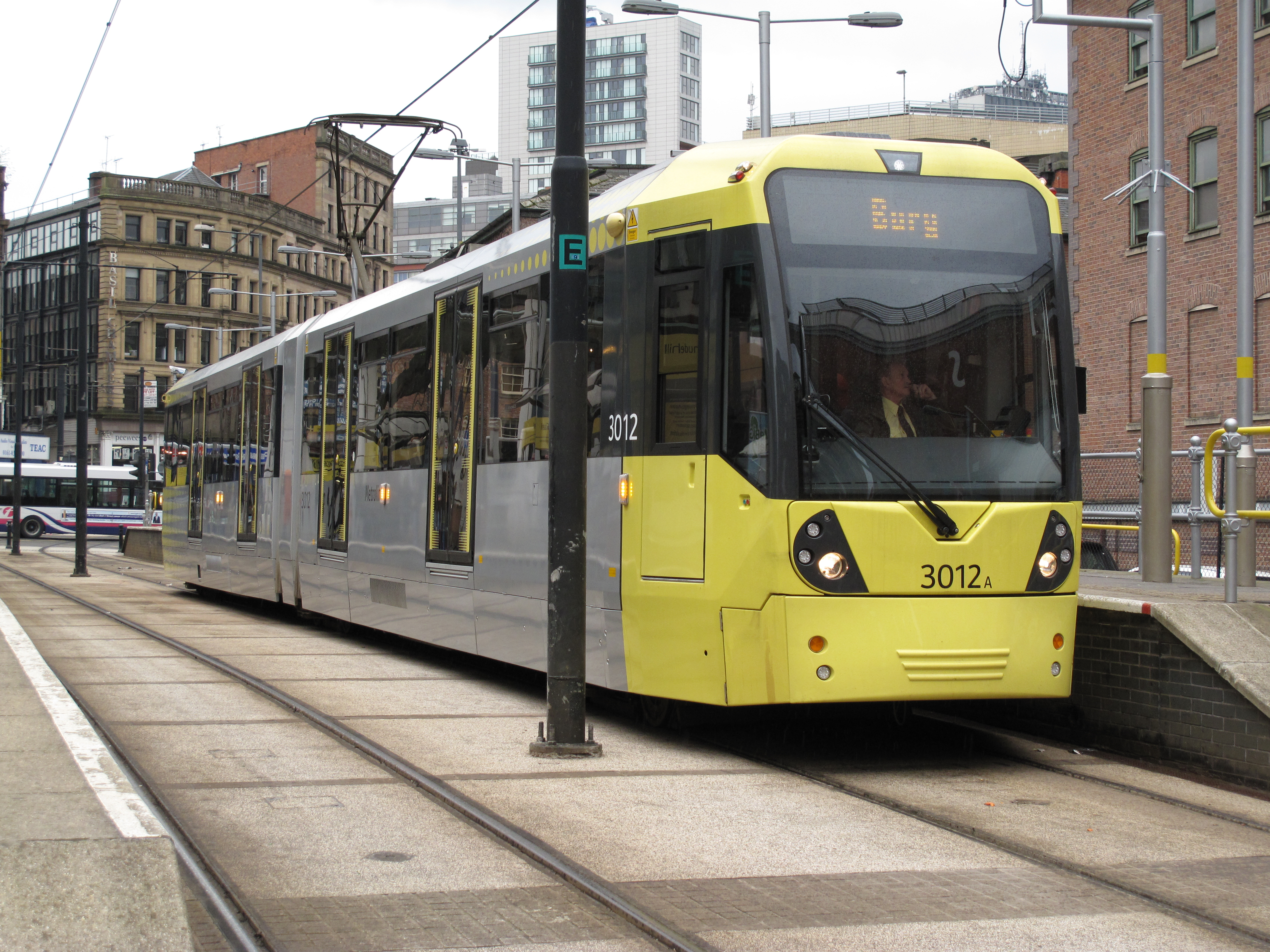
Tramvaj systému Metrolink

V Manchesteru existuje tramvajový systém dopravy zvaný Manchester Metrolink, provozovaný společností Serco. Tento systém spojuje centrum města s Altrinchamem, Ecclesem, Bury, Ashtonem, East Didsbury a letištěm. Je dlouhý 57 mil (92 km), nejdelší na Britských ostrovech a nejméně třikrát delší než všechny ostatní. Byl otevřen roku 1992 jako první ze znovuotevřených britských tramvajových systémů vzniklých v důsledku renesance tramvají ve vyspělých zemích. Časový interval mezi jednotlivými spoji je 6–12 minut. Ročně tu tramvaje přepraví téměř 20 miliónů pasažérů. V červnu 2006 vláda oznámila záměr podpořit rozšíření tohoto dopravního systému, po němž by měl být schopen přepravit až 50 miliónů cestujících za rok. Jedná se o rychlodrážní systém. Původní provoz, uzavřený jako všechny kromě blackpoolského v celém království, provozoval až od konce v roce 1949 pouliční double-deckerové (dvoupodlažní) tramvaje.

### Autobusová doprava
Manchesteru a jeho okolí slouží hustá síť autobusové dopravy spojující město se satelitními částmi a okolními vesnicemi. Autobusovou dopravu ve městě provozuje mnoho společností – First Group, Stagecoach, Finglands, UK North, Arriva a R. Bullock. Jednou z velmi vytížených tras je spoj Oxford Road – Wilmslow Road, jedna z nejrušnějších autobusových tras v Evropě, kterou se dopravují studenti a zaměstnanci z okrajových čtvrtí města do centra, kde se nachází mnoho univerzitních učeben a kanceláří.
First Group také provozuje bezplatnou autobusovou službu Metroshuttle, která spojuje důležité oblasti města – železniční stanice Manchester Victoria, Manchester Piccadilly a Manchester Oxford Road s Čínskou čtvrtí, Deansgate, Salford Central a Albert Square. Tyto velmi populární spoje bývají přeplněné. V současnosti jsou provozovány tři linky odlišené barevně – oranžová, zelená a purpurová. Frekvence spojů se pohybuje v rozmezí 5 až 10 minut a doplňuje tak dopravní síť linek a železnici. Velmi oblíbené jsou také linky, na nichž jezdí kloubové autobusy, například linky Bury – Manchester nebo Bolton – Manchester.
Hlavním stanovištěm pro dálkové autobusy (spoje provozuje především National Express) je Manchester Central Coach Station na Chorlton Street. Jedná se o moderní a dobře vybavené stanoviště (rekonstrukce skončila v březnu 2002).

### Říční doprava
K odkazům průmyslové revoluce patří rozsáhlá síť kanálů: Manchester, Bolton & Bury Canal, Rochdale Canal, Manchester Ship Canal pro spojení s mořem a Bridgewater Canal, Ashton Canal a Leeds & Liverpool Canal. V současné době se využívají pro výletní plavby.

## Kultura

### Galerie

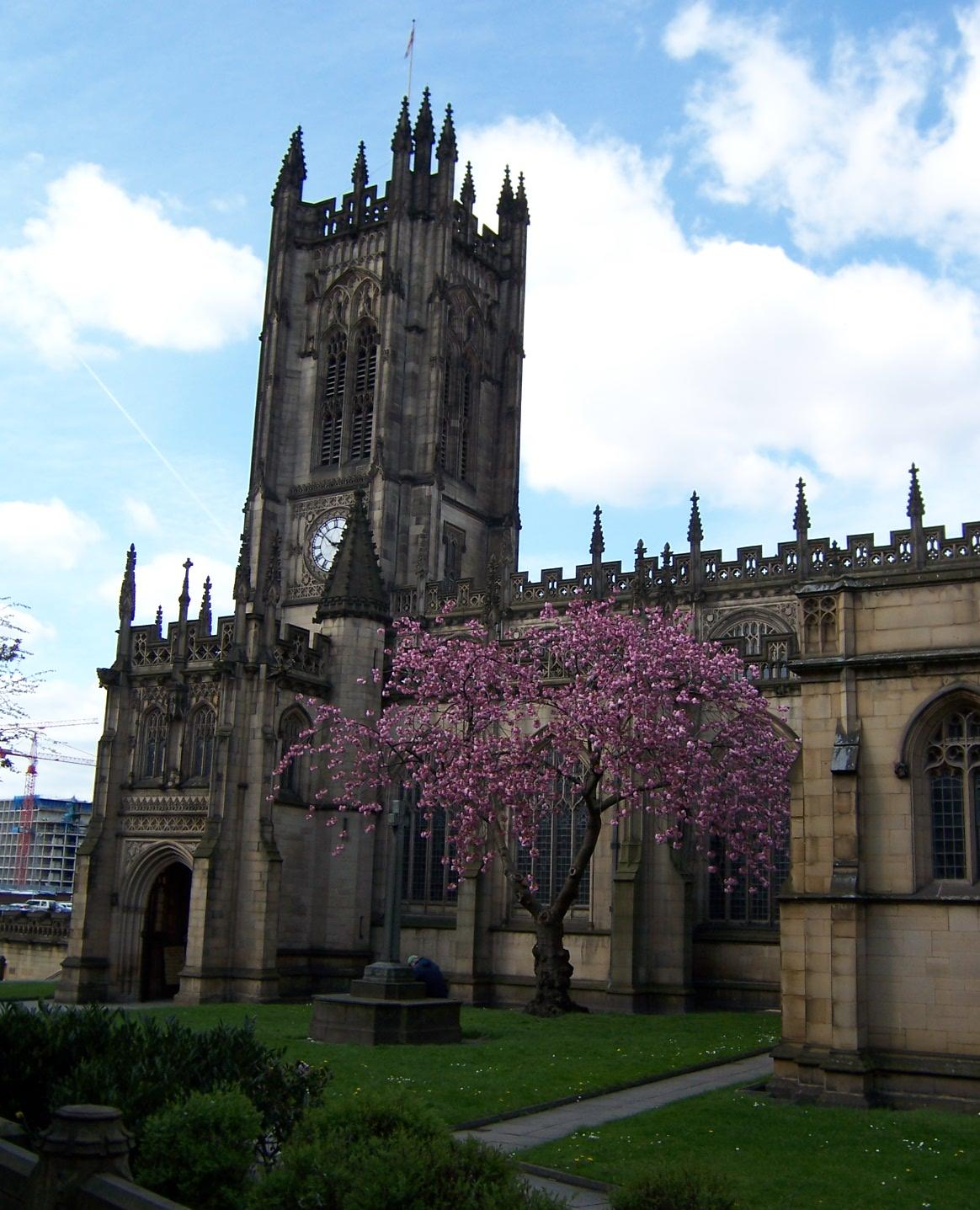
Manchesterská katedrála

V oblasti Velkého Manchesteru se nachází mnoho uměleckých galerií:
- Lowry v Salford Quays – obrazárna s díly salfordského malíře L. S. Lowryho
- Athenaeum
- Salford Museum and Art Gallery v Salfordu
- Manchester Art Gallery
- Whitworth Art Gallery
- Chinese Arts Centre
- Cornerhouse
- Castlefield Gallery
- Cube Gallery
- Comme Ca Art Gallery
- Barn Gallery

### Muzea
Muzea v Manchesteru:
- Greater Manchester Police Museum
- Imperial War Museum North v Trafford Parku
- Manchester Jewish Museum
- Manchester Museum
- Museum of Science and Industry
- Pankhurst Centre
- People’s History Museum
- Urbis – muzeum života ve městě
- Gallery of Costume

### Divadla
Manchester je známý svými skvělými divadly. Velké sály zahrnují například Manchester Opera House, velké komerční divadlo, které uvádí výjezdní představení divadelních společností z West Endu, Palace Theatre a Royal Exchange Theatre, velká divadla sídlící v místě burzy bavlny. Library Theatre je malé divadlo sídlící v suterénu hlavní městské knihovny. Mezi další divadla ve městě patří Lowry a Studio Salford.
Mezi menší divadelní sály patří Green Room, zaměřené na okrajové žánry, Contact Theatre – divadlo především pro mladé diváky a Dancehouse, s tanečními produkcemi. Manchester je také sídlem dvou významných divadelních škol – School of Theatre a Arden School of Theatre. Royal Northern College of Music má vyčleněny speciální prostory pro operní a klasickou hudbu.

### Klasická hudba
Manchester je sídlem dvou symfonických orchestrů – Hallé Orchestra a BBC Philharmonic Orchestra. Sídlí zde také komorní orchestr – Manchester Camerata.
Po mnoho let byl hlavním sálem pro klasickou hudbu Free Trade Hall na Peter Street. Od roku 1996 se jím stal moderní koncertní sál pro 2 000 posluchačů Bridgewater Hall, domovský sál Hallé Orchestra. Tento sál patří mezi nejlépe technicky vybavené sály pro koncerty klasické hudby s velmi kvalitně navrženými akustickými parametry. Dalšími koncertními sály jsou RNCM, Royal Exchange Theatre a Manchesterská katedrála.
Manchester je i významným centrem hudebního vzdělávání. Nachází se zde školy Royal Northern College of Music a Chetham’s School of Music.

### Populární hudba

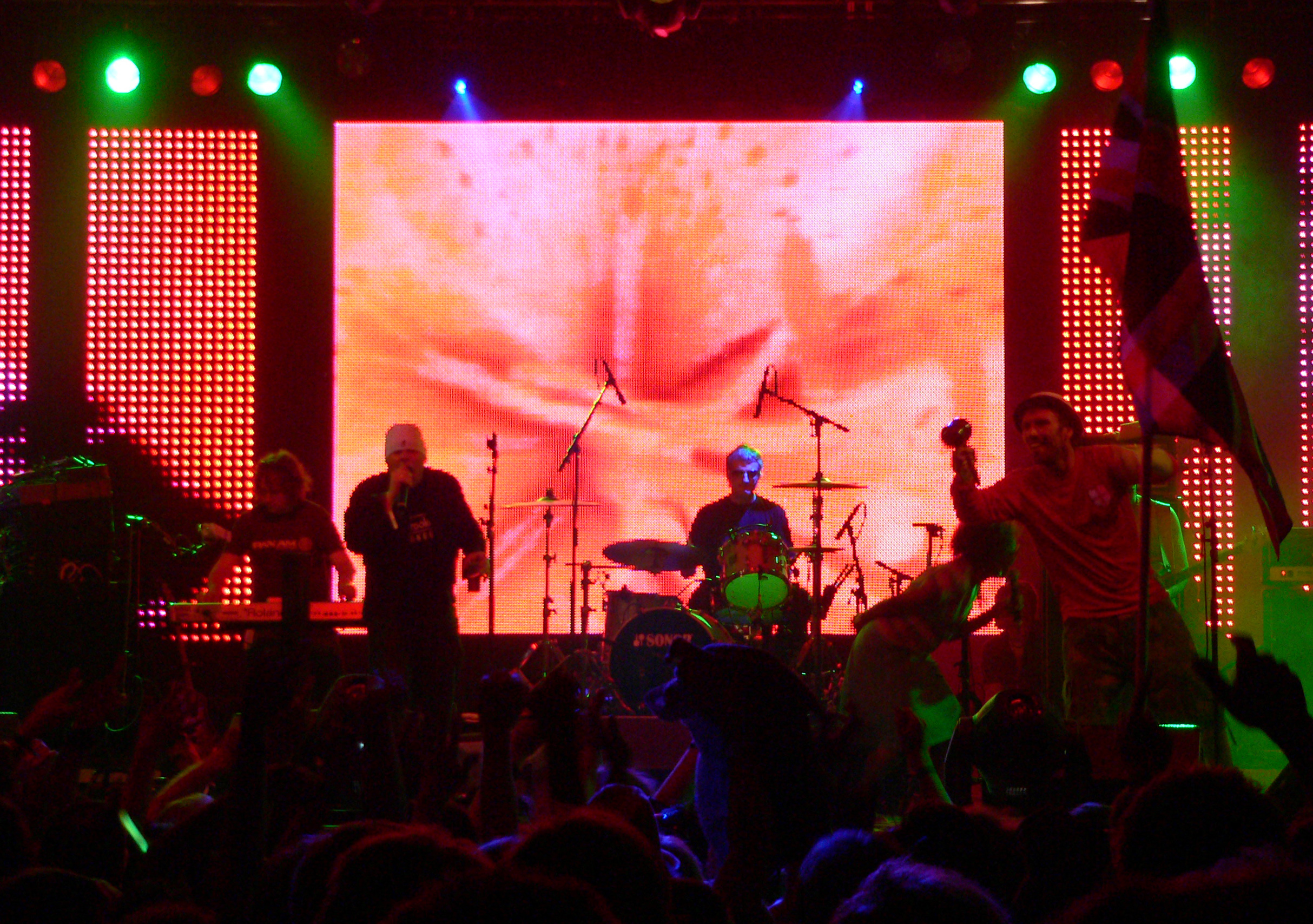
Happy Mondays

Manchester vytváří svým multikulturálním prostředím vhodné prostředí pro populární hudbu, na jejíž bohatou historii jsou obyvatelé města právem hrdi. Mezi skupiny, které vznikly v Manchesteru je možno zařadit:
- Bee Gees
- The Hollies
- Mindbenders
- 10cc
- Joy Division
- New Order
- Smiths
- Oasis
- The 1975
- Simply Red
- Take That
- Hurts
- The Stone Roses

### Televize a rádio
Centrála Granada Television, pobočky ITV, se nachází na Quay Street ve čtvrti Castlefield. Vedení BBC pro severozápadní Anglii sídlí v New Broadcasting House na Oxford Road v jižní části města a produkuje zde některé své lokální programy. Manchester je také základnou pro výrobu programů BBC One v severozápadním regionu. V BBC existuje záměr přestěhovat část personálu a technického vybavení do roku 2010 z Londýna do Manchesteru. Od roku 2000 vysílá i lokální televizní kanál Channel M, provozovaný společností Guardian Media Group.
Mezi lokální rádiové stanice patří BBC Radio Manchester, Key 103, Galaxy, Piccadilly Magic 1152, 105.4 Century FM , 100.4 Smooth FM, Capital Gold 1458 a Xfm. V rámci jižního Manchesteru jsou provozovány i obecní rádiové stanice například ALL FM 96.9 a Wythenshawe FM 97.2.

### Noviny a časopisy

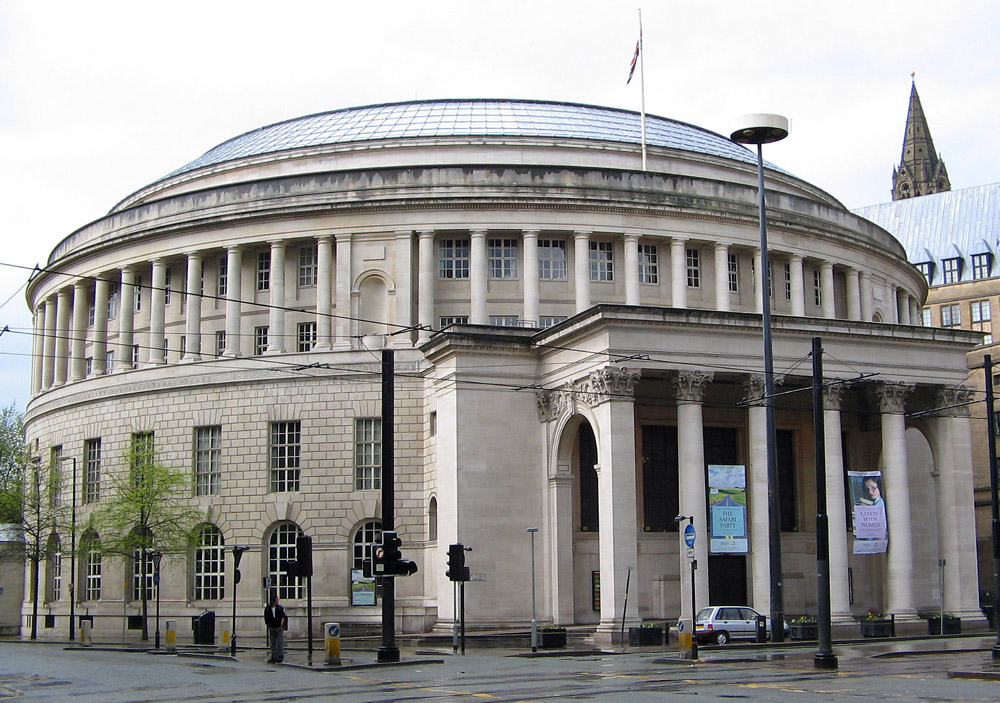
Centrální knihovna

Noviny Guardian byly založeny v Manchesteru roku 1821 a vydávány jako Manchester Guardian. Jejich ústředí se stále nachází v Manchesteru, ačkoli mnoho řídících funkcí bylo přesunuto roku 1964 do Londýna. V rámci těchto prostor sídlí i redakce sesterského večerníku Manchester Evening News. Nejčtenějším deníkem rozšiřovaným bezplatně ve městě je deník Manchester Metro News. Dalším bezplatně dostupným deníkem je Metro North West.
V Manchesteru sídlily po dlouhou dobu důležité redakce mnoha celostátních deníků, například Daily Telegraph, Daily Express, Daily Mail, Daily Mirror a The Sun. V současné době však má kanceláře pouze Daily Sport. V době největšího rozvoje bylo v Manchesteru zaměstnáno až 1 500 novinářů. V 80. letech 20. století nastalo postupné uzavírání redakcí a jejich stěhování do Londýna a označení druhá Fleet Street ztratilo svůj význam.

## Náboženství
Anglikánská diecéze v Manchesteru byla založena roku 1847. Manchester je začleněn do římskokatolické diecéze Diocese of Salford. Město má také významné komunity muslimů a nejpočetnější židovské společenství mimo Londýn.
V Manchesteru se nachází anglikánská gotická Manchesterská katedrála, jejíž stavba trvala asi 600 let.

## Vzdělání
V Manchesteru se nachází tři univerzity. University of Manchester a Manchester Metropolitan University se nachází v jižní části města. První z nich je jedna z největších vysokých škol Velké Británie a vznikla na podzim 2004 sloučením Victoria University of Manchester a UMIST. Asi tři kilometry na západ od centra města poblíž Salfordu sídlí University of Salford.
Spolu s University of Bolton , Royal Northern College of Music a University Centre Oldham má oblast Velkého Manchesteru asi 100 000 studentů. University of Manchester, Manchester Metropolitan University a Royal Northern College of Music jsou seskupeny na jižním okraji města a vytvářejí velký univerzitní komplex v okolí Oxford Road.
Manchester Grammar School je soukromá střední škola pro chlapce nacházející se ve čtvrti Fallowfield na jihu města. V poválečném období byla přímo financována státem a neplatilo se zde školné, ale od roku 1976 se poté, co labouristická vláda ukončila přímé financování gymnázií, stala soukromou školou. Původně sídlila na prominentním místě poblíž katedrály, ale byla přestěhována na Old Hall Lane ve Fallowfieldu, aby byla schopna uspokojit zvyšující se počet studentů. V původní lokalitě nyní sídlí Chetham's School of Music.

## Sport

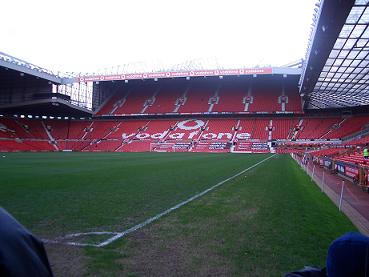
Stadion Old Trafford

V Manchesteru sídlí dva významné fotbalové kluby: Manchester United a Manchester City. Domovským stadionem Manchesteru United je Old Trafford; druhý největší fotbalový stadion v Anglii, který se nachází právě ve čtvrti Trafford. Manchester City hraje na Etihad Stadium. Tyto velkokluby jsou jen dva z mnoha manchesterských fotbalových mužstev, dalšími jsou například Oldham Athletic, Stockport County FC, Bury FC, Wigan Athletic či Rochdale AFC. Podle výzkumu Urbis centre má město nejvyšší koncentraci fotbalových klubů na jednoho obyvatele na světě.
Mnoho moderních sportovních zařízení, například Manchester Velodrome, City of Manchester Stadium, National Squash Centre a Manchester Aquatics Centre, bylo vybudováno pro Hry Commonwealthu v roce 2002.
Kriketový stadion Old Trafford (nejedná se o známý fotbalový stadion) je domovským hřištěm kriketového klubu Lancashire County Cricket Club. Oblast Velkého
Manchesteru reprezentují ragbyové kluby Sale Sharks, Wigan Warriors, Salford City Reds, Oldham Roughyeds, Rochdale Hornets a Swinton Lions. Belle Vue Stadium v Gortonu využívá plochodrážní klub Belle Vue Aces, ale pořádají se zde i chrtí dostihy.
Hala Manchester Arena, otevřená v roce 1995, pojme 21 tisíc sedících diváků a slouží událostem jak sportovním, tak hudebním.
Manchester se i přes výbornou vybavenost moderními sportovními stánky dvakrát neúspěšně ucházel o pořádání Olympijských her (v letech 1996 a 2000). Konaly se zde však některé soutěže Olympijských her v Londýně roku 2012.

## Turistické atrakce

### Architektura
V Manchesteru se nachází velké množství budov postavených od viktoriánského období až do současnosti. Většina honosných budov odráží původní postavení města jako centra obchodu s bavlnou. Mnoho bývalých skladišť je nyní využíváno pro jiné účely ale původní charakter města byl zachován. Manchester se taky vyznačuje velkým množstvím mrakodrapů. Velká část byla postavena v 60. a 70. letech 20. století. Nejvyšším mrakodrapem města je Beetham Tower, ten by postaven v roce 2006, má výšku téměř 169 metrů.
Další zajímavé stavby v Manchesteru:

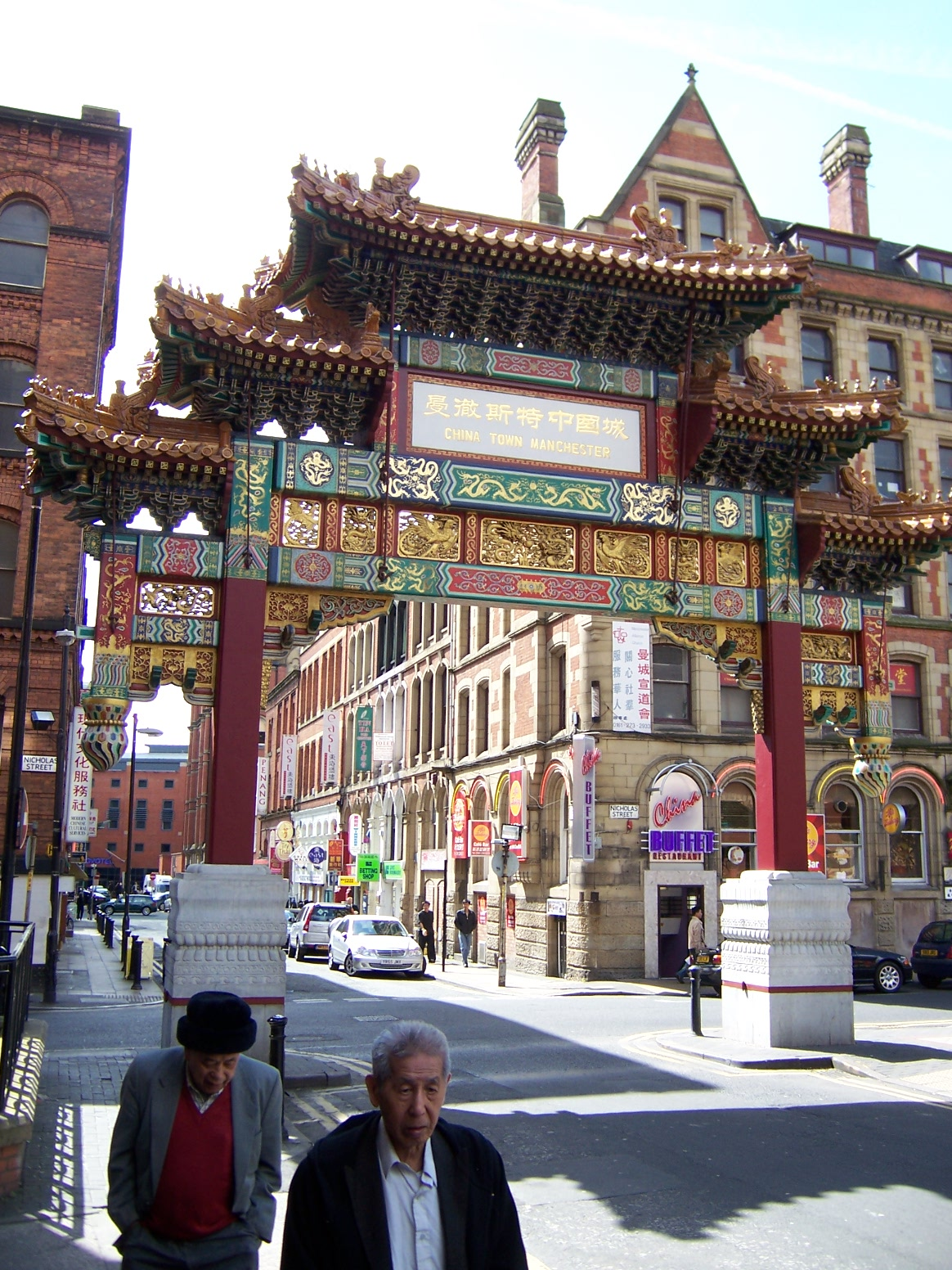
Čínská čtvrť

- Bridgewater Hall sídlo Hallé Orchestra
- Corn Exchange nyní nákupní centrum Triangle
- G-Mex centrum
- John Rylands Library v Deansgate
- London Road Fire Station
- Manchester Central Library na St Peter’s Square od E. Vincenta Harrise
- Manchesterská radnice od Alfréda Waterhouse
- Budova Midland Bank (nyní HSBC Bank) na King Street od Edwina Lutyense
- Midland Hotel
- Piccadilly Gardens od Tadaa Anda
- Palace Hotel
- Portico Library
- Royal Exchange
- South Manchester Synagogue
- Strangeways Prison od Waterhouse
- Sunlight House
- Trinity Bridge přes řeku River Irwell od Santiaga Calatravy
- Manchester Victoria Station
- Victoria Baths
- Urbis Museum od Iana Simpsona

### Pomníky

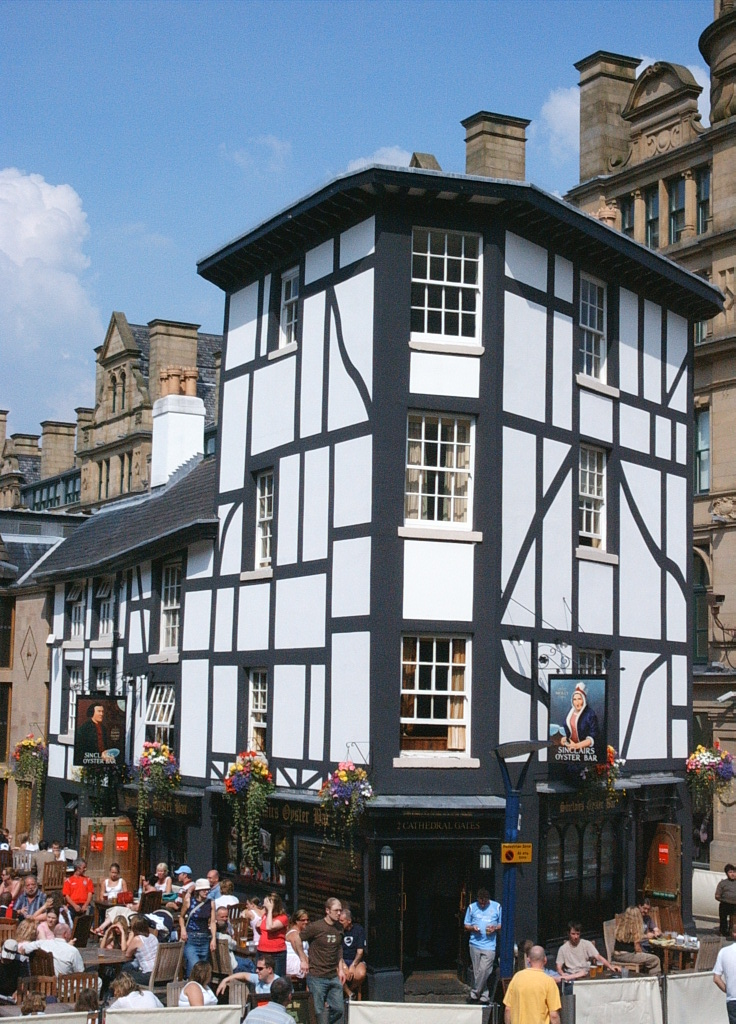
Sinclair's Oyster Bar

V Manchesteru se nachází pomníky mnoha osobností a událostí, které vytvářely historii města. Největší počet těchto památníků je umístěn na Albert Square, v průčelí městské radnice a v Piccadilly Gardens. Mezi nejzajímavější je možno zařadit  Alan Turing Memorial v Sackville Park poblíž Canal Street, věnovaný památce otce moderní výpočetní techniky, památník Abrahama Lincolna připomínající krizi v textilním průmyslu na severu Anglie v letech 1861 až 1865 způsobenou Americkou občanskou válkou a B of the Bang, pozoruhodná skulptura, nejvyšší svého druhu ve Velké Británii, postavená na připomínku pořádání her Commonwealtu roku 2002.

### Ulice a náměstí
V Manchesteru se nachází velké množství rušných ulicí a náměstí. Část ulicí v centru města je vyhrazena pro pěší zatímco ostatní, které jsou používány pro Metrolink, autobusovou a automobilovou dopravu jsou často přeplněné. Jednou z nejstarších dopravních tepen je Market Street. Původní středověká výzdoba v okolí Market Street i některé další ulice jako Smithy Door byly zničeny při úpravách v 70. letech 20. století. Jednou z mála ulic, která si zachovala původní charakter je Long Millgate, která vede na sever z Market Place. Další pozoruhodnou ulici je Whitworth Street, široká ulice z 19. století obklopená zahradami a obklopena působivými cihlovými stavbami, původně sloužícími jako skladiště, která jsou nyní využívány jako obytné domy. Na jihu od centra města je centrem studentského života ulice Wilmslow Road .

### Ostatní zajímavá místa
- Great Northern Square
- Spring Gardens
- Cathedral Gardens
- New Cathedral Street
- Gay Village
- Čínská čtvrť — největší čínská čtvrť ve Velké Británii a druhá největší v Evropě